# Skynet 4B
O Skynet 4B foi um satélite de comunicação geoestacionário britânico construído pela British Aerospace na maior parte de sua vida ele esteve localizado na posição orbital de 53 graus de longitude leste e era operado pelo MoD. O satélite foi baseado na plataforma ECS-Bus e sua expectativa de vida útil era de 6 anos. o mesmo foi retirado de serviço em junho de 1998.

## Lançamento
O satélite foi lançado com sucesso ao espaço no dia 11 de dezembro de 1988, por meio de um veículo Ariane-44LP H10, a partir do Centro Espacial de Kourou na Guiana Francesa, juntamente com o satélite Astra 1A. Ele tinha uma massa de lançamento de 1.429 kg.